# Adam Friedrich von Eicke und Polwitz
Adam Friedrich von Eicke und Polwitz (* 13. Februar 1706 in Bremenhain, Oberlausitz; † 9. Juni 1770 in Kirchberg, Kreis Falkenberg) war ein preußischer Landrat im oberschlesischen Kreis Falkenberg.

## Leben

### Herkunft und Familie
Adam Friedrich war Angehöriger des schlesischen Adelsgeschlecht Eicke und Polwitz. Seine Eltern waren der Erbherr auf Bremenhain, Adam George Eicke und Polwitz († 1717) und Anna Barbara, geb. von Unruh (1686–1752), eine Tochter des Landesältesten Hans Siegmund von Unruh (1644–1694) auf Wendstadt. Der preußische Landrat im Kreis Leobschütz, Johann von Eicke und Polwitz (1716–1789) war sein Bruder.
Er vermählte sich 1736 in erster Ehe mit Barbara Elisabeth von Lüttichau (1717–1749) und ging 1759 mit Anna Elisabeth von Czettritz (1732–1794) eine zweite Ehe ein.

### Werdegang
Er besuchte von 1727 bis 1729 die Ritterakademie Liegnitz. Seit Dezember 1729 war er an der Universität Jena eingeschrieben. Danach widmete er sich zunächst der Landwirtschaft auf seinen Gütern Klein Wandriß im Kreis Liegnitz und Mittel-Damsdorf im Kreis Striegau. Später wurde er Justizrat im Kreis Jauer-Striegau. Von 1762 (bzw. 1765) bis 1770 war er Landrat im Kreis Falkenberg.